# Trombomodulina
Trombomodulina, CD141, BDCA-3 – integralne białko błonowe o masie 74 kDa występujące na powierzchni śródbłonka. Składa się z pojedynczego łańcucha mającego pięć różnych domen.

## Genetyka
Gen kodujący trombomodulinę znajduje się na chromosomie 20 w locus 20p11.2.

## Funkcje
Trombomodulina uczestniczy w hamowaniu procesu krzepnięcia, gdyż poprzez wiązanie się z trombiną (w stosunku stechiometrycznym 1:1) aktywuje białko C. Trombina związana z trombomoduliną nie posiada aktywności prozakrzepowej, a powstały kompleks hamuje fibrynolizę przez indukowanie przejścia aktywowanego trombiną inhibitora fibrynolizy (TAFI) w jego formę aktywną.